# Pembroke, Wales
Pembroke (kymriska: Penfro) är en stad och community i kommunen Pembrokeshire i västra Wales.  Vid folkräkningen 2011 hade staden 7 552 invånare.
En plats av intresse är Pembroke Castle, de imponerande ruinerna av ett medeltida slott där Henrik VII av England föddes.
Hamnen Pembroke Dock är en egen ort, cirka 3 km nordväst om Pembroke.